# Kamen Rider 555

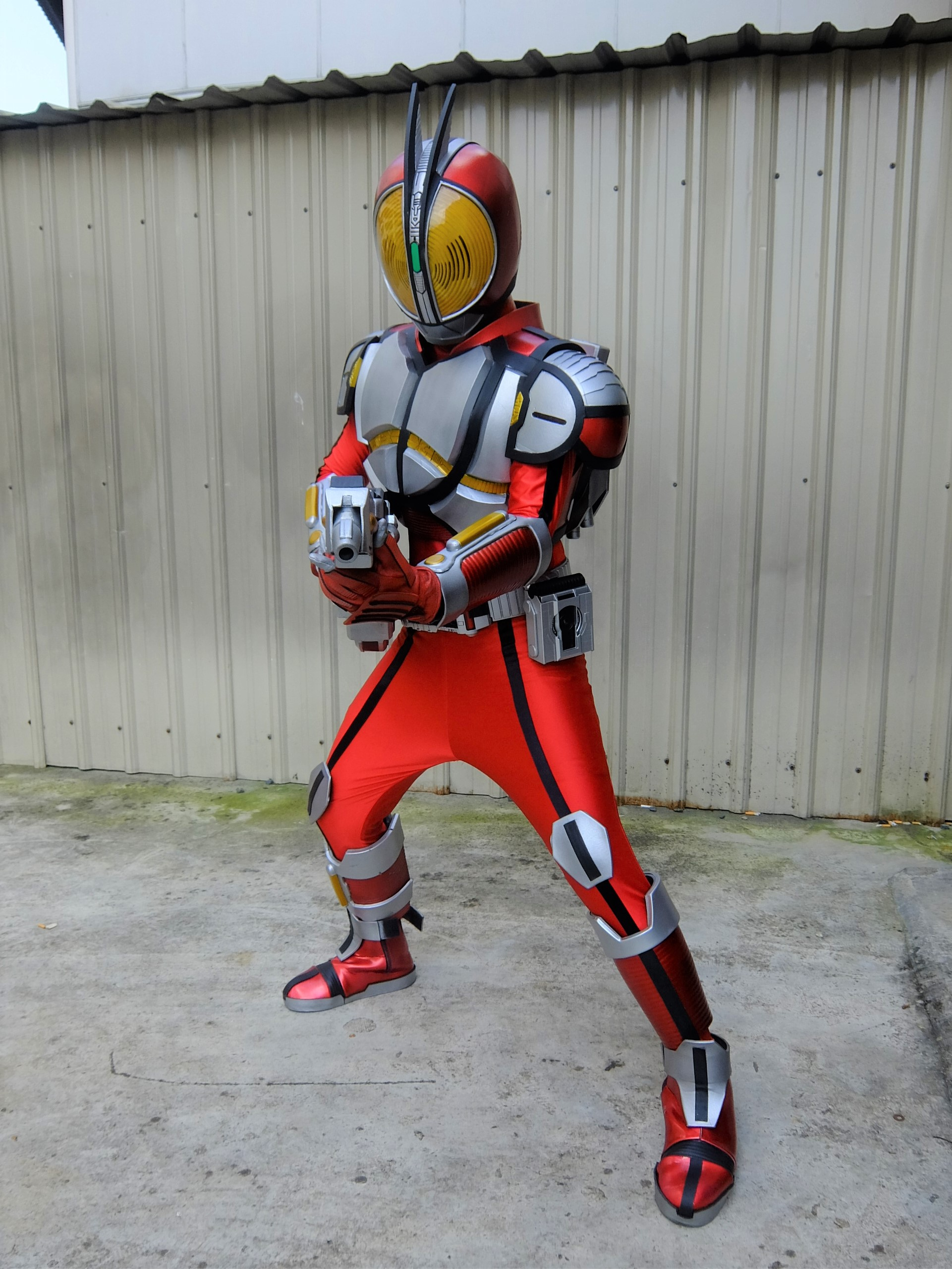
Cosplay Battleground and Toys 2021 @ KiPMall Tampoi, Tampoi, Johor Bahru, Johor, Malaysia

Kamen Rider Faiz (estilizado como Kamen Rider 555 (仮面ライダー555 Kamen Raidā Faizu?) es el título de la 13.ª temporada de la franquicia Kamen Rider, producida en 2003 por Toei Company. El eslogan de la temporada es "Instinto de carreras" (疾走する本能 Shissō Suru Honnō?)

## Argumento
La corporación Smart Brain, la corporación más poderosa del mundo, está tratando de apoderarse del mundo utilizando Orphnochs, el siguiente paso en la evolución de la humanidad, para matar a escondidas de la población humana. En pos de este, se desarrollan tres trajes de armadura de poder, llamados Rider Gears (Delta, Faiz, y Kaixa) para encontrar y proteger al Rey Orphnoch. Que puede reparar un defecto dentro del ADN de los Orphnoch que hace que su estructura genética se descomponga, llevándolos a la muerte.
Los Rider Gears son robados por Hanagata, el Orphnoch Cabra y exjefe de Smart Brain. Los envía a sus hijos adoptivos (apodados los Ryuseiji, debido a la escuela a la que asistieron) para que puedan evitar que los Orphnoch logre su objetivo. Sin embargo, los Rider Gears fueron diseñados para ser usados por Orphnoch, y los humanos no pueden activar los sistemas sin someterse a modificaciones genéticas. Un solitario joven, Takumi Inui, es involuntariamente involucrado en el conflicto entre los Orphnoch y los seres humanos y se convierte en Kamen Rider Faiz para salvar la vida de Mari Sonoda, una de los Ryuseiji. Smart Brain lo hace un objetivo en un intento de recuperar el Faiz Gear. Sin embargo, hay división entre los Orphnoch, ya que aquellos que desean coexistir con los humanos en lugar de matarlos, comienzan a oponer resistencia a Smart Brain, que a su vez también los ataca. La mayoría de estos Orphnochs "renegados" son asesinados, permanecen neutrales o comienzan a alinearse con los Ryuseiji contra Smart Brain. 
Cuando la policía de Tokio descubre que los Orphnoch están detrás de una serie de asesinatos extraños, comienzan operaciones para vencer a las criaturas, en gran parte desconociendo las diversas facciones involucradas. Incluso comienzan a realizar experimentos en Orphnochs capturados en un intento de encontrar formas de destruirlos, aunque esto no va bien.

## Personajes

### Riders
- Takumi Inui (乾 巧 Inui Takumi?)/Kamen Rider Faiz (仮面ライダーファイズ Kamen Raidā Faizu?): Es un hombre solitario que prefiere no relacionarse con la gente porque teme traicionarlos. A menudo es muy apático hacia sus "deberes" como Faiz cuando no hay una amenaza inmediata. Se revela que el es un Orphnoch "natural", el Orphnoch Lobo,  ya que fue golpeado por un auto cuando era joven y pronto desarrolló el poder de un Orphnoch, pero escogió no usar sus poderes al menos que fuese necesario. Al igual que Yuji, usa su poder para proteger a los humanos. Como Kamen Rider, tiene el hábito de agitar su muñeca.
- Masato Kusaka (草加 雅人 Kusaka Masato?)/Kamen Rider Kaixa (仮面ライダーカイザ Kamen Raidā Kaiza?): Miembro de la Escuela Ryūsei. Él es el único Ryūseiji capaz de usar el Kaixa Gear sin desintegrarse y se transforma en Kamen Rider Kaixa. También deplora vehementemente a los Orphnochs, e independientemente de que "tengan alma" o no, jura destruirlos a todos. Su odio fue impulsado por los acontecimientos que tuvieron lugar en la reunión de la Escuela Ryusei y continuamente se limpia las manos para quitar la sangre imaginada que recuerda de esa noche. Como Kamen Rider, tiene la costumbre de mover la mano alrededor de su cuello.
- Shūji Mihara (三原 修二 Mihara Shūji?)/Kamen Rider Delta (仮面ライダーデルタ Kamen Rider Deruta?): Un miembro de la Escuela Ryusei relativamente cobarde que prefiere olvidar a los Orphnochs y volver a vivir una vida normal. Se convierte en el usuario del Delta Gear a pesar de su cobardía. Después de una de sus amigas fue atropellada por un camión, tratando de recuperar el Delta Gear que había sido arrojado a la calle, decidió dejar de correr y luchar junto a los otros.

### Aliados
- Mari Sonoda (園田 真理 Sonoda Mari?): Miembro de la Escuela Ryūsei a quien se le envió el Faiz Gear por parte de su padre, pero no pudo usarlo. Insistió en que Takumi la acompañara y usara el Faiz Gear para luchar contra los Orphnochs. Sin embargo, ella no tiene buena voluntad como aparenta inicialmente, y a menudo concuerda con Takumi cuando Keitaro sugiere que el uso del Faiz Gear debería ser para ayudar a más personas. Siempre cree en el bien de sus amigos, incluso cuando se enteró de que Sawada y Takumi también eran Orphnochs. Ella sueña con convertirse en estilista.
- Keitarō Kikuchi (菊池 啓太郎 Kikuchi Keitarō?): Un joven que Mari y Takumi conocen por casualidad, no mucho después de recibir el Faiz Gear. Keitaro y su familia trabajan en una tintorería y su sueño es hacer feliz a todos en el mundo. Como tal, deja que Mari y Takumi se queden con él y trabajen en la tintorería de su familia, con alojamiento y comida con la esperanza que pueda utilizar el Faiz Gear. También parece tener alergia a los Orphnoch, aunque cree ser alérgico a las personas con mal corazón. El intercambiaba de mensajes de texto con su media naranja, y se encapricha con Yuka en la vida real, aunque no se da cuenta de que son la misma persona.
- Yūji Kiba (木場 勇治 Kiba Yūji?): Un joven que se convierte en el Orphnoch Caballo tras morir en un choque de autos, aunque vivió en estado de coma durante dos años. Cuando despertó, encontró su vida en ruinas. Asesinó a su exnovia y a su nuevo novio. Rápidamente llega a deplorar la táctica de Smart Brain y decide convertirse en un Orphnoch que protegerá los seres humanos y luchará contra Smart Brain.
- Yuka Osada (長田 結花 Osada Yuka?):Una adolescente que es intimidada por su hermana menor y otras niñas de su escuela y en su equipo de baloncesto. Sus padres favorecieron a su hermana en lugar de ella. Después de sufrir estrés emocional extremo, cae por las escaleras cubiertas de nieve y revive como el Orphnoch Grulla, asesinando a todo el equipo de baloncesto, incluso a su hermana. Cuando conoce a Yuji Kiba, concuerda con sus ideales de proteger a los humanos, aunque ocasionalmente mata a los humanos que considera malos sin saber de otros. Ella intercambiaba de mensajes de texto con Keitaro antes de convertirse en un Orphnoch, y parecen tener una relación semi-romántica. Más tarde desarrolló un fuerte acercamiento con Naoya, aunque no fue correspondido.
- Naoya Kaidō (海堂 直也 Kaidō Naoya?): Un joven engendrado como el Orphnoch Serpiente por el jefe temporal de Smart Brain, para demostrarles a Kiba y Yuka de cómo los Orphnochs deben hacer aliados. Él es una persona demasiado excéntrica, propenso a los discursos, increíblemente rápido y con constantes cambios de humor. Tocaba la guitarra en su juventud, pero fue saboteado de su maestro destruyendo algunas de las mhabilidades motoras en su mano izquierda, lo que le obligó a abandonar su música. Después de luchar contra su naturaleza como Orphnoch, Naoya termina viviendo con Kiba y Yuka, aunque es el menos preocupado por la protección de los seres humanos. A veces e alía con Smart Brain contra Kiba y Yuka, pero su conciencia lo detiene al último segundo de cometer actos atroces
- Hanagata (花形 Hanagata?): El padre de crianza de los Ryuseiji, el exjefe de Smart Brain y el Orphnoch Cabra. Él también creó los tres Rider Gears. Desapareció porque descubrió que estaba muriendo por su evolución en un Orphnoch, llevándose los Rider Gears y enviándolos a los miembros supervivientes de la Escuela Ryusei.

### Villanos
- Orphnochs (オルフェノク Orufenoku?): Son una etapa evolutiva humana, son más fuertes, más resistentes y más rápidos, con varias otras habilidades especiales. El término Orphnoch es la combinación de los nombres de la figura mitológica griega Orfeo y la figura bíblica Enoch. Hay dos tipos de Orphnochs en la serie: los Orphnochs naturales que "nacen" cuando un determinado ser humano sufre una muerte y "resucita" en Orphnoch y Orphnochs engendrados que se crean cuando ciertos humanos sobreviven a ser atacados por un Orphnoch y se convierten en sí mismos, aunque más débiles que las Orphnochs naturales. Pero el tipo más singular que aparece en el final de la serie son los Orphnochs evolucionados, el primero de este tipo es el Rey Orphnoch, que son genéticamente perfectos hasta el punto de no poder volver a la forma humana. Un Rey Orphnoch puede eliminar el defecto genético de otros Orphnochs, evolucionándolos también a costa de su humanidad.
  - Teruo Suzuki (鈴木 照夫 Suzuki Teruo?): Es un niño huérfano rescatado por Naoya. Un niño antisocial que quedó huérfano cuando sus padres murieron en un incendio provocado por un Orphnoch. Teruo fue enviado a un orfanato dirigido por Smart Brain hasta que Naoya lo llevó a su casa y luego se quedó y vivió con Keitarō, sin darse cuenta de su inmenso poder. Es despertado como el Rey Orphnoch
- Smart Brain: Una compañía que es un frente para un grupo de Orphnochs que se ven a sí mismos como la raza principal y están dedicados al genocidio de la raza humana y al aumento de la población de Orphnoch. Experimentan para hacer que su raza sea aún más poderosa y desarrollar armas que solo las Orphnochs pueden usar.
  - Kyoji Murakami (村上 峡児 Murakami Kyōji?): También conocido como el Orphnoch Rosa, El presidente temporal de Smart Brain. Murakami tenía una carta de triunfo en el Rey Orphnoch, a quien había esperado y había conocido quien era su anfitrión humano. Con ese fin, Murakami intentó secuestrar a Teruo, luchando contra los Riders por su cuenta y escapándose de sus ataques. En su estado debilitado, Murakami le ofreció su vida a Teruo para despertar al Rey Orphnoch para que pueda corregir la inestabilidad genética del Orphnoch.
  - Smart Lady (スマート レディ Sumāto Redī?):La "mascota" de Smart Brain, trabaja estrechamente bajo el jefe de la compañía y ayuda a entrenar a los Orphnochs. Ella nunca exhibe los poderes de Orphnoch en la serie, y su especie queda ambigua a pesar de su asociación con las mariposas morfo.
  - Lucky Clover (ラッキークローバー Rakkī Kurōbā?): son un grupo de élite de Orphnochs dentro de Smart Brain que solo responden al Jefe.
    - Kitazaki (北崎 Kitazaki?): También conocido como el Orphnoch dragón, el más fuerte del grupo. Él tiene dos formas como Orphnoch. Su primera forma es la más grande y poderosa. Su segunda forma es más pequeña y mucho más rápida que la primera. Todo lo que toca se convierte en cenizas y continuamente usa este hecho para molestar y intimidar a Takuma. Su habilidad para convertir cualquier cosa en cenizas lo ha llevado a sufrir una incapacidad mental.
    - Saeko Kageyama (影山 冴子 Kageyama Saeko?): La Orphnoch Langosta, La más tranquila del grupo, ella trabaja como propietaria del Clover Bar. Su llamada a su víctima es enviarles una botella de vino, como su bebida final. A menudo se presenta para brindar apoyo emocional a sus compañeros Orphnoch cuando parecen asustados o confundidos; muchas veces para Itsuro y Takumi.
    - Itsuro Takuma (琢磨 逸郎 Takuma Itsurō?): El Orphnoch centípedo, un hombre orgulloso que le gusta leer poesía. A pesar de que actúa en calma, Itsuro tiene mucho miedo de Kitazaki la mayor parte del tiempo, actuando de forma ruda cada vez que Kitazaki no está o está demasiado lesionado como para defenderse. Takuma es uno de los pocos Orphnoch que sobrevive al final de la serie. Huye durante la batalla final y decide unirse a la sociedad humana.
    - J (ジェイ Jei?): El Orphnoch Cocodrilo, Un hombre de raza negra que hablaba perfecto japonés, generalmente está acompañado con su perro, Chaco. Tiene tres vidas, aunque puede regenerarse a partir de ataques que matarían Orphnochs normales.
    - Aki Sawada (澤田 亜希 Sawada Aki?): El Orphnoch Araña, anteriormente de la escuela Ryūsei, Kitazaki lo hirió de muerte la noche de la reunión de la escuela y pronto revivió como un Orphnoch, dando la espalda a sus antiguos amigos y la humanidad. Antes de su cambio, Sawada era una persona de buen corazón. Tiene la costumbre de crear animales de origami y encenderlos en fuego justo antes de una masacre. La llama generalmente desaparece una vez que la masacre ha terminado.

## Episodios
1. El comienzo de un viaje (旅の始まり Tabi no Hajimari?)
2. El poder del cinturón (ベルトの力 Beruto no Chikara?)
3. El sueño del rey… (王の眠り… Ō no Nemuri…?)
4. Mi nombre (おれの名前 Ore no Namae?)
5. Original (オリジナル Orijinaru?)
6. Trío x Trío (３人×３人 Sannin × Sannin?)
7. El poder de los sueños (夢の力 Yume no Chikara?)
8. El protector de los sueños (夢の守り人 Yume no Mamoribito?)
9. Entra, el presidente (社長登場 Shachō Tōjō?)
10. El enigmático Rider (謎のライダー Nazo no Raidā?)
11. El enigmático cinturón (謎のベルト Nazo no Beruto?)
12. Escuela Ryūsei (流星塾 Ryūsei Juku?)
13. ¡Amigo o enemigo? (敵か味方か Teki ka Mikata ka?)
14. El espíritu de Takumi (巧の意地 Takumi no Iji?)
15. El ídolo caído ~ φ's vs. χ (落ちた偶像~ φ's vs χ Ochita Gūzō ~ Faizu Tai Kai?)
16. Corazón humano (人間の心 Ningen no Kokoro?)
17. Takumi, renacimiento (巧、復活 Takumi, Fukkatsu?)
18. Estrecho escape de la muerte (九死に一生 Kyūshi ni Isshō?)
19. Pura justicia blanca (純白の正義 Junpaku no Seigi?)
20. El hermoso asesino (美しき刺客 Utsukushiki Shikaku?)
21. Acelerando espíritus (加速する魂 Kasoku Suru Tamashii?)
22. La confesión de Masato (雅人の告白 Masato no Kokuhaku?)
23. Falsa amistad (偽りの友情 Itsuwari no Yūjō?)
24. La puerta a la oscuridad (闇への扉 Yami e no Tobira?)
25. El laboratorio oscuro (闇の実験室 Yami no Jikkenshitsu?)
26. Entra, Delta (デルタ登場 Deruta Tōjō?)
27. La escuela Ryūsei se rompe (流星塾分裂 Ryūsei Juku Bunretsu?)
28. Trébol oscuro (暗黒の四葉 Ankoku no Yotsuba?)
29. Excelente bicicleta (超絶バイク Chōzetsu Baiku?)
30. La trampa de Masato (雅人の罠 Masato no Wana?)
31. Lágrimas de Origami (折り紙の涙 Origami no Namida?)
32. Hilos entrelazados (絡み合う糸 Karamiau Ito?)
33. Mari muere (真理、死す Mari, Shisu?)
34. Verdadera forma (真実の姿 Shinjitsu no Sugata?)
35. El acertijo de la resurrección (復活の謎 Fukkatsu no Nazo?)
36. Memorias restauradas (蘇る記憶 Yomigaeru Kioku?)
37. La justicia de Kaixa (カイザの正義 Kaiza no Seigi?)
38. El espíritu errante (彷徨える魂 Samayoeru Tamashii?)
39. Faiz 2 (ファイズ2 Faizu Tsū?)
40. Prueba de humanidad (人間の証 Ningen no Akashi?)
41. La captura comienza (捕獲開始 Hokaku Kaishi?)
42. Alas rotas (折れた翼 Oreta Tsubasa?)
43. Globo rojo (赤い風船 Akai Fūsen?)
44. Correo final (最後のメール Saigo no Mēru?)
45. El despertar del rey (王の目覚め Ō no Mezame?)
46. Aparece un nuevo presidente (新社長登場 Shin Shachō Tōjō?)
47. La aparición del Rey (王の出現 Ō no Shutsugen?)
48. Masato, muriendo en una muerte gloriosa (雅人、散華 Masato, Sange?)
49. Un signo de destrucción (滅びゆく種 Horobi Yuku Shu?)
50. Mi sueño (俺の夢 Ore no Yume?)

### Películas
- Kamen Rider 555: Paradise Lost (劇場版　仮面ライダー555　パラダイス・ロスト Gekijōban Kamen Raidā Faizu: Paradaisu Rosuto?): Estrenada el 16 de agosto de 2003
- Kamen Rider 555: Hyper Battle Video (仮面ライダー５５５（ファイズ）　ハイパーバトルビデオ Kamen Raidā Faizu Haipā Batoru Bideo?): Especial para video. Estrenada el 1 de septiembre de 2003

## Reparto
- Takumi Inui: Kento Handa
- Masato Kusaka: Kōhei Murakami
- Shūji Mihara: Atsushi Harada
- Mari Sonoda: Yuria Haga
- Keitarō Kikuchi: Ken Mizorogi
- Yūji Kiba: Masayuki Izumi
- Yuka Osada: Yoshika Katō
- Naoya Kaidō: Mitsuru Karahashi
- Rina Abe: Rie Kasai
- Kazufumi Mizuno: Kengo Ohkuchi
- Hanagata: Kōji Naka
- Teruo Suzuki: Kayato Watanabe
- Kyōji Murakami: Katsuyuki Murai
- Smart Lady: Hitomi Kurihara
- Kitazaki: Rei Fujita
- Saeko Kageyama: Waka
- Itsurō Takuma: Jun Yamasaki
- J: Kenneth Duria
- Aki Sawada: Gō Ayano
- Rey Orphnoch: Hiroshi Yanaka
- Narrador: Takehiko Kano

## Temas musicales

### Tema de entrada
- "Justiφ's"
  - Letra: Shoko Fujibayashi
  - Música: Kazuto Sato
  - Arreglos: Kōtarō Nakagawa
  - Intérprete: ISSA (de DA PUMP)

### Temas de cierre
- "Dead or Alive" (Episodios 2-20)
  - Letra: Shoko Fujibayashi
  - Música: Katsuya Yoshida
  - Arreglos: Akio Kondo
  - Intérprete: Shinichi Ishihara

- "The People with No Name" (Episodios 21-32, 39)
  - Letra: Shoko Fujibayashi y m.c.A.T
  - Música: Cher Watanabe
  - Arreglos: RIDER CHIPS
  - Intérprete: RIDER CHIPS ft. m.c.A.T

- "EGO ~ Eyes Glazing Over" (Episodios 33-38, 41-48)
  - Letra: Shoko Fujibayashi
  - Música: Cher Watanabe
  - Arreglos: Cher Watanabe
  - Intérprete: ICHIDAI (de ROLL DAYS)

- "Justiφ's -Accel Mix-" (Episodio 40)
  - Letra: Shoko Fujibayashi
  - Música: Kazuto Sato
  - Arreglos: Kazunori Miyake
  - Intérprete: ISSA (de DA PUMP)

- Datos: Q1150933